# Verasper variegatus
Espèce
Verasper variegatus est une espèce de poisson plat du genre Verasper se retrouvant dans le pacifique du nord-ouest jusqu'à 100 m de profondeur.